# Pledis Entertainment
Pledis Entertainment (кор. 플레디스 엔터테인먼트) — південнокорейська розважальна компанія, заснована Хан Сан-су у 2007 році. Лейблу належать актори: Nana, Хван Мін Хьон, Baekho, та K-pop гурти Seventeen, Fromis 9 і TWS. Назва походить від Плеяд, зоряного скупчення у сузір'ї Телець.
25 травня 2020, стала незалежною дочірньою компанією Hybe Corporation.

## Виконавці
Усі виконавці під лейблом Pledis Entertainment відомі як Happy Pledis.

### Активні артисти
Гурти
- After School
- Seventeen
- Fromis 9
- TWS

Саб-юніти
- Orange Caramel
- BSS

Солісти
- Bumzu
- Baekho
- Хван Мін Хьон
- Yehana
- Sungyeon

Продюсери
- Bumzu
- Baekho
- Уджі
- Shannon

Джерело:
Актори
- Nana
- Baekho
- Хван Мін Хьон

Джерело:

## Колишні артисти
- After School (2009—2015)
  - Soyoung (2009)
  - Bekah (2009—2011)
  - Jooyeon[9] (2009—2014)
  - Kahi (2009—2015)
  - Jungah[10] (2009—2016)
  - Uee (2009—2017)
  - Lizzy (2010—2018)
  - Kaeun (2012—2019)
  - Raina (2009—2019)
  - E-Young (2011—2020)
- Hello Venus (2012—2014, joint ventures with Fantagio 'Tricell Media')
  - Ara (2011—2014)
  - Yoonjo (2012—2014)
- Son Dam-bi[11] (2007—2015)
- NU'EST (2012—2022)
  - NU'EST-M (2013—2014)
    - Jason (2013—2014)

  - NU'EST W (2017—2018)
    - JR (2012—2022)
    - Aron (2012—2022)
    - Ren (2012—2022)
- Pristin (2016—2019)
  - Pristin V (2018—2019)
    - Nayoung (2016—2019)
    - Roa (2016—2019)
    - Eunwoo (2016—2019)
    - Rena (2016—2019)
    - Kyulkyung (2016—2019)[12][13]

  - Yuha (2016—2019)
  - Xiyeon (2016—2019)
  - Kyla (2016—2019)
- Han Dong-geun (2013—2019)
- Fromis 9
  - Чан Гюрі (2021—2022)

## Дискографія
Дискографія Happy Pledis
- Happy Pledis 1st Album — «Love Love Love» (2010)
- Happy Pledis 2nd Album — «Love Letter» (2011)
- Happy Pledis Digital Single — «Dashing Through The Snow with High Heels» (2012)